# Уникальный идентификатор начисления
Уникальный идентификатор начисления (УИН) — 20-значный или 25-значный числовой идентификатор, однозначно определяющий сумму и реквизиты платежа в бюджетную систему Российской Федерации. Используется при оплате налогов, пошлин, штрафов и т. п.
С 31 марта 2014 года указывается в поле 22 платежного поручения («УИН», «Индекс документа», «Код») при платежах в бюджет. До этого указывался в поле «Назначение платежа» вместе с символами «УИН».
УИН облегчает плательщику формирование платежного поручения, поскольку сумма и реквизиты платежа заносятся в единую государственную информационную систему, и автоматически извлекаются из нее банком или платежной системой при вводе УИН. Последняя цифра УИН является контрольной, защищая идентификатор от случайного или преднамеренного искажения.